# Hussitenschild

Hussitenschild der ČSSR

Als Hussitenschild wird in der Heraldik der fünfeckige Schild der Tschechoslowakischen Sozialistischen Republik aus der Zeit 1960–1990 bezeichnet. Er ist rechteckig, nach oben verbreitert, und das Schildhaupt läuft in ein Dreieck aus. Diese Form sollte an die Religionskriege des 15. Jahrhunderts erinnern. Die Kommunisten vertrauten auf  „hussitische Traditionen“ und ersetzten den alten Ritterschild durch diesen fünfeckigen. Grundsätzlich war der Schild unheraldisch. Die Schildform erlaubte, auf dem Wappen der Republik in Rot einen doppelschwänzigen Böhmischen Löwen, in Silber mit einem Mittelschild belegt, und darüber nahe dem Schildhaupt einen goldgerahmten roten Stern darzustellen.